# Bohdan Utrysko
Bohdan Utrysko (ur. 6 marca 1936 w Warszawie) – inżynier hydrotechnik, doktor nauk technicznych, nauczyciel akademicki, docent na Politechnice Warszawskiej, specjalista w dziedzinie obliczeń i badań modelowych w hydraulice.

## Życiorys
Syn Aleksandra i Janiny z Ladych. Absolwent X Szkoły Ogólnokształcącej TPD w Warszawie (matura 1953). W 1958 roku uzyskał dyplom magistra inżyniera budownictwa wodnego Politechniki Warszawskiej. W 1964 roku uzyskał stopień doktora nauk technicznych Uniwersytetu w Grenoble we Francji. W 1970 roku uzyskał stanowisko docenta na Politechnice  Warszawskiej. Prowadził wykłady z hydrauliki, hydromechaniki, reologii, hydrologii. Działał w komitecie Gospodarki Wodnej PAN.

## Wybrane publikacje
- Edward Czwtwertyński, Bohdan Utrysko Hydraulika i hydromechanika, PWN, Warszawa 1969
- Barbara Jaworowska, Andrzej Szuster, Bohdan Utrysko, Hydraulika i hydrologia, Wydawnictwo Politechniki Warszawskiej, Warszawa 2003, ISBN 83-7207-014-8
- Andrzej Szuster, Bohdan Utrysko, Hydraulika i podstawy hydromechaniki,Wydawnictwo Politechniki Warszawskiej, Warszawa 1986, ISBN 83-7207-014-8
- Światła mostów i przepustów: zasady obliczeń z komentarzem i przykładami pod red. Bohdana Utrysko, Wydawnictwo Instytutu Badawczego Dróg i Mostów, Wrocław 2000, ISBN 83-911213-4-8

## Ordery i odznaczenia
- Medal Komisji Edukacji Narodowej
- Złoty Krzyż Zasługi
- Krzyż Kawalerski Orderu Odrodzenia Polski
- Nagroda Ministra Szkolnictwa Wyższego za współautorstwo podręcznika „Hydraulika i hydromechanika”
- Nagroda Ministra Środowiska za badania i projekt modernizacji Oczyszczalni Ścieków Czajka w Warszawie
- Odznaka Zasłużony dla Politechniki Warszawskiej
- Złoty medal na 100 lecie Politechniki Warszawskiej
- Medal Politechniki „Alma Mater Bene Merentibus”